# 歐洲山松
歐洲山松（學名：Pinus mugo），又稱矮松，是松屬下的一種松樹，原產於歐洲中部和西南部海拔1,000—2,200（3,300—7,200英尺）的高山地帶。它共有三個亞種。此外作为受欢迎的观赏植物，它还有许多栽培种。

## 食用

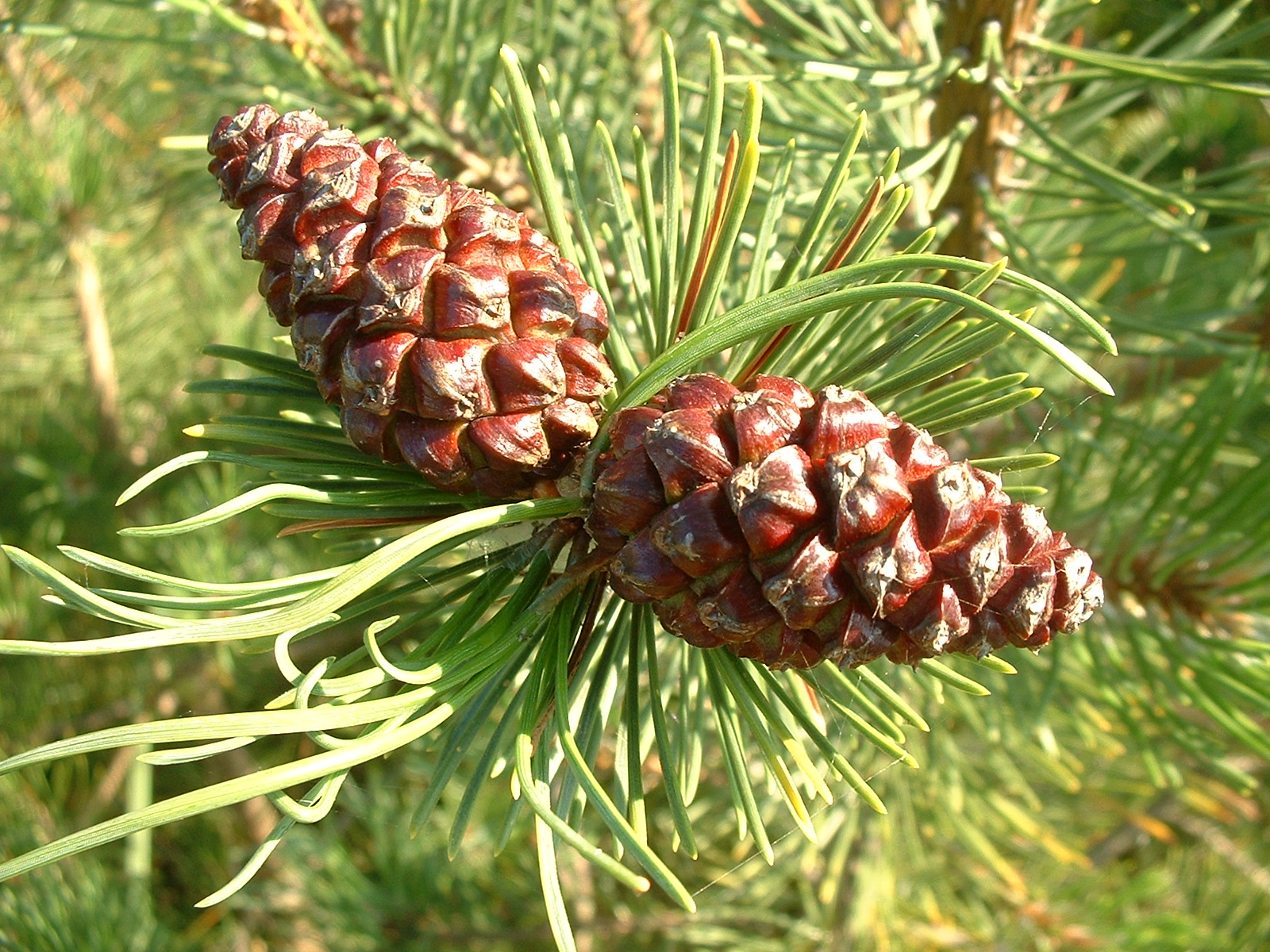
松果

欧洲山松不成熟的松果和芽在采集并风干之后可以用来生产糖浆，即“松果糖浆”。

## 外部連結
- Gymnosperm Database - Pinus mugo （页面存档备份，存于）
- Arboretum de Villadebelle - photos of cones (scroll down page) （页面存档备份，存于）
- Pinus mugo （页面存档备份，存于） and Pinus uncinata （页面存档备份，存于） - information, genetic conservation units and related resources. European Forest Genetic Resources Programme (EUFORGEN)